# Омсукчанлаг
Омсукчанла́г (Омсукча́нський випра́вно-трудови́й та́бір) — табірний підрозділ, що діяв у структурі Дальбуду (рос. Дальстрой).

## Історія
Омсукчанлаг був організований як табірне відділення 1 лютого 1951 року. У 1952 році перетворений у виправно-трудовий табір. Управління Омсукчанлага розміщувалося в селищі Омсукчан, Магаданська область. В оперативному командуванні з 1951 по 1952 роки воно підпорядковувалося спочатку Головному управлінню виправно-трудових таборів Дальбуд, а починаючи з 1953 по 1956 роки Управлінню північно-східних виправно-трудових таборів Міністерства Юстиції СРСР (УПСВТТ МЮ). Згодом УПСВТТ переданий в систему Міністерства внутрішніх справ.
За даними на 1 вересня 1951 року чисельність в'язнів табору складала 8181 особу. У липні 1952 року Теньлаг нараховував 7331 в'язня, з яких 13 жінок і 1638 засуджених за контрреволюційні злочини. За даними на 1 серпня 1953 року чисельність табору знизилася до 4571 особи.
На території табірного управління ув'язнені залучалися на роботи в рудниках «Верхній Сеймчан», «Хатарен», «Галімий», будівництві доріг, складів у селищі Омсукчан, здійснювали видобуток олова і будівництво збагачувальної фабрики на руднику «Останцовий», працювали на вугільній шахті № 6 та збагачувальних фабриках № 7, 14, 14-біс.
Омсукчанлаг офіційно припинив своє існування 13 червня 1956 року.